# Société des bains de mer de Monaco
Société des Bains de Mer (SBM; česky: Společnost mořských lázní), oficiálně Société Anonyme des Bains de Mer et du Cercle des Etrangers à Monaco (francouzsky: [sɔsjete de bɛ̃ d(ə) mɛʁ e dy sɛʁkl (ə) dez‿etʁɑ̃ʒez‿a mɔnako]; česky: Společnost mořských lázní a Kruhu cizinců v Monaku), je veřejně obchodovaná společnost registrovaná v Monackém knížectví. SBM vlastní a spravuje Kasino Monte Carlo, Operu de Monte-Carlo a Hôtel de Paris v Monte Carlu.

## Historie

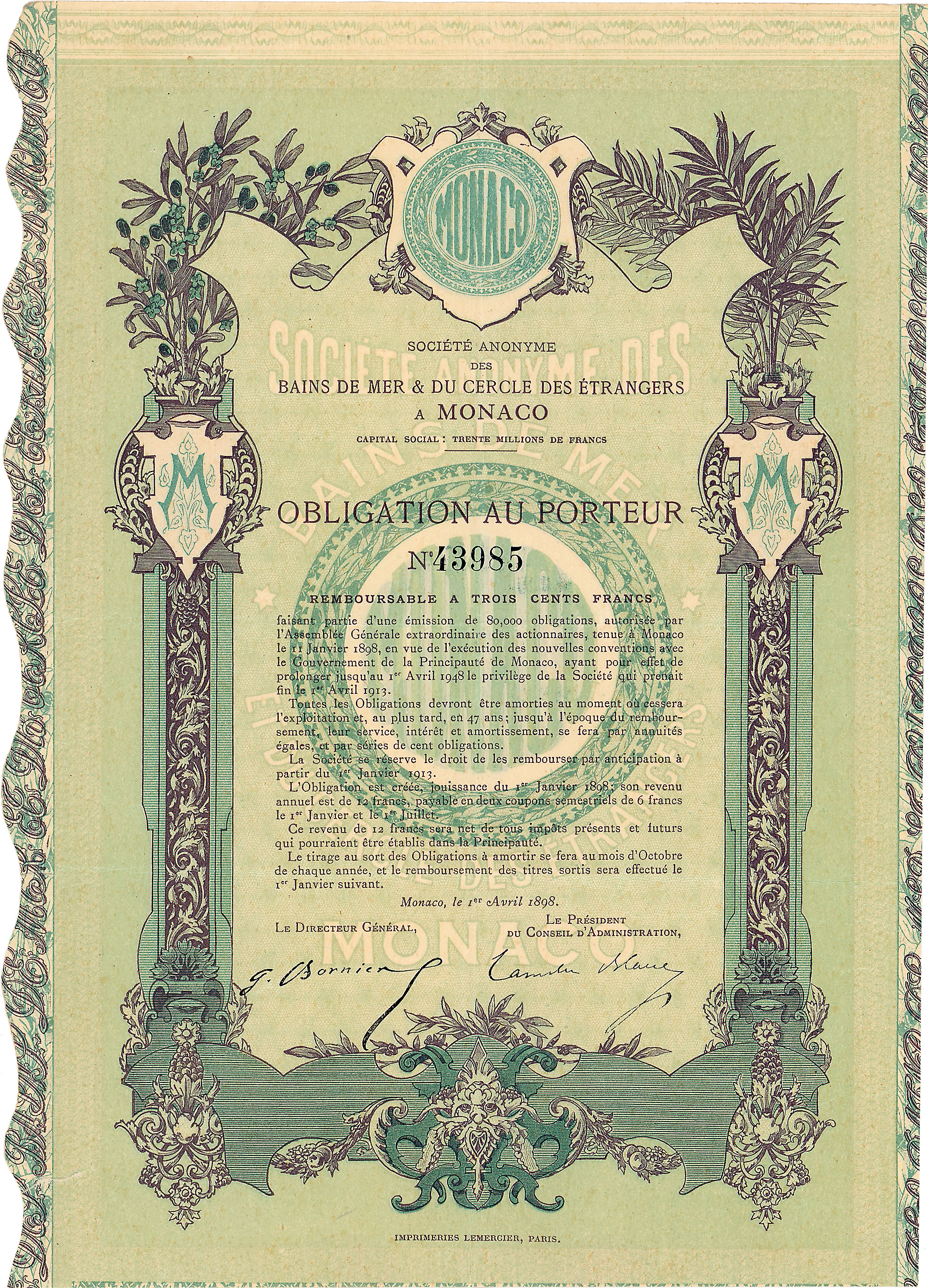
Dluhopis S. A. des Bains de Mer et du Cercle des Étrangers à Monaco, vydaný 1. dubna 1898

Společnost SBM byla založena 2. dubna 1863 suverénním řádem vydaným monackým knížetem Karlem III. Společnost postoupil podnikateli François Blancovi za 1,7 milionu zlatých franků za výsadu využívat monopol na hazardní hry v Monackém knížectví po dobu 50 let. Původně byla financována kapitálem ve výši 8 milionů franků rozděleným do 32 000 akcií.

### Basil Zaharoff
Po první světové válce mělo kasino v Monte Carlu potíže. Svět se změnil, zejména svět peněz, a monacký kníže Ludvík II. věřil, že letitý majitel kasina Camille Blanc s ním ztratil kontakt. Protože kasino bylo pro knížectví důležitým zdrojem příjmů, snažil se Blanca nahradit a zaměstnat nové vedení. S žádostí o pomoc oslovil Basila Zaharoffa, mezinárodního finančníka a obchodníka se zbraněmi. Zaharoffovi se podařilo získat akcie a s pomocí knížete převzít od Blanca moc nad kasinem. Přivedl novou administrativu a výsledkem byly obrovské dividendy.

### Aristoteles Onassis
V roce 1953 koupil akcie SBM pomocí krycích společností v daňovém ráji Panamě řecký lodní magnát Aristoteles Onassis a převzal tak kontrolu nad organizací. Krátce poté přesunul své sídlo do Starého sportovního klubu na monacké Avenue d'Ostende. Onassisovo převzetí SBM zpočátku monacký vládce, kníže Rainier III., uvítal, protože země potřebovala investice, ale jejich vztah se v roce 1962 zhoršil v důsledku bojkotu Monaka francouzským prezidentem Charlesem de Gaullem.
Onassis a Rainier měli pro Monako různé vize. Onassis si přál, aby země zůstala letoviskem pro exkluzivní klientelu, ale Rainier chtěl vybudovat hotely a přilákat větší počet turistů. Monako se po akcích Francie stalo méně atraktivním jako daňový ráj a Rainier naléhal na Onassise, aby investoval do výstavby hotelů. Onassis se zdráhal investovat do hotelů bez záruky od Rainiera, že nebude povolena výstavba žádného jiného konkurenčního hotelu, ale slíbil postavit dva hotely a bytový dům. Rainier, který nebyl ochoten tuto záruku Onassisovi poskytnout, použil své veto ke zrušení celého hotelového projektu, veřejně napadl SBM v televizi a implicitně Onassise kritizoval. Rainier a Onassis zůstali několik let v rozporu ohledně směřování společnosti a v červnu 1966 Rainier schválil plán na vytvoření 600 000 nových akcií SBM, které budou trvale drženy státem, což snížilo podíl Onassise z 52 % pod třetinu. U Nejvyššího soudu v Monaku bylo vytvoření podílu napadeno Onassisem, který tvrdil, že to bylo protiústavní, ale soud v březnu 1967 shledal v jeho neprospěch. Po rozsudku Onassis prodal svůj podíl v SBM státu Monako za 9,5 milionu USD a opustil zemi.

### 21. století
V roce 2005 SBM otevřela Monte-Carlo Bay Hotel & Resort.
V roce 2011 společnost otevřela svou první mimoevropskou provozovnu ve Spojených arabských emirátech.
V roce 2013 oslavila SBM své 150. výročí na monackém Place du Casino piknikem pro členy vyšší společnosti, který pořádal světoznámý monacký šéfkuchař Alain Ducasse.

## Vlastnictví
Société des Bains de Mer vlastní vláda Monaka (59,47 %), podnikatel Aaron Frenkel prostřednictvím Equity Finance & Investment Ltd. (7,8 %), konglomerát LVMH (UFIPAR SAS) (5 %) a GEG Investment Holdings (4,99 %).

## Obchodní aktivity
Société des Bains de Mer působí v oblasti ubytování, stravování, zábavy a hazardních her. SBM spravuje a vlastní kasina, hotely, restaurace, bary, noční kluby, lázně, plážové kluby a golfové kluby. Padesát dva z jejich padesáti osmi nemovitostí se nachází v Monaku.
SBM otevřela svou první mimoevropskou provozovnu na ostrově Sadiját v Abú Zabí ve Spojených arabských emirátech v září 2011. Uzavřela ji v roce 2014.
SBM je s přibližně 4 000 zaměstnanci největším zaměstnavatelem v Monaku.